# جيمس بي. ريد
جيمس بي. ريد (بالإنجليزية: James B. Reed)‏ هو محامي وسياسي أمريكي، ولد في 2 يناير 1881 في لونوكي في الولايات المتحدة، وتوفي في 27 أبريل 1935 في ليتل روك في الولايات المتحدة. حزبياً، نشط في الحزب الديمقراطي. وقد انتخب عضو مجلس النواب الأمريكي.